# Päivi Alafrantti
Päivi Jaana Maarit Alafrantti (* 8. Mai 1964 in Tervola) ist eine ehemalige finnische Leichtathletin. Sie war die erste finnische Europameisterin im Speerwurf. Bei einer Körpergröße von 1,78 m hatte sie ein Wettkampfgewicht von 82 kg.
Bei den Olympischen Spielen 1988 in Seoul warf Päivi Alafrantti den Speer in der Qualifikation auf 62,82 Meter. Im Vorkampf erreichte sie dann lediglich 58,20 Meter und belegte Platz 10. 1989 wurde Alafrantti finnische Meisterin und gewann bei der Universiade Bronze.
1990 bei den Europameisterschaften in Split wurden ihre drei Würfe in der Qualifikation ungültig gegeben. Die finnische Mannschaftsführung legte Protest ein und die Jury entschied, dass Alafrantti am Finale teilnehmen dürfe. Während ihre Mannschaftskameradinnen Tiina Lillak und Heli Rantanen im Vorkampf ausschieden, verbesserte Päivi Alafrantti im Endkampf ihre persönliche Bestweite um über zwei Meter und gewann mit 67,68 Metern Gold vor Karen Forkel (67,56 Meter) und Petra Felke (66,56 Meter) aus der DDR.
Bei den Weltmeisterschaften 1991 in Tokio belegte Alafrantti mit 62,26 Meter Platz 8. In Barcelona bei den Olympischen Spielen 1992 gelang ihr in der Qualifikation kein gültiger Versuch. 1993 wurde sie noch einmal finnische Meisterin.
Bei den finnischen Werfer-Hallenmeisterschaften am 24. März 1990 in Kuopio
(Finnland) erzielte sie mit 59,12 m eine Hallenweltbestleistung.